# Radical 167
El radical 167, representado por el carácter Han 金, es uno de los 214 radicales del diccionario de Kangxi. En mandarín estándar es llamado 金部, (jīn bù, ‘radical «oro»’); en japonés es llamado 金部, きんぶ (kinbu), y en coreano 금 (geum). En los textos occidentales es llamado también radical «metal».
El radical 167 aparece, en la gran mayoría de los casos, en el lado izquierdo de los caracteres que clasifica (por ejemplo, en 釓). Sin embargo, en algunos casos aparece en la parte inferior (por ejemplo, en 鉴).
Los caracteres clasificados bajo el radical «oro» suelen tener significados relacionados con los metales o con objetos hechos de metal. Como ejemplo de esto tenemos 釘, ‘clavo’; 銅, ‘cobre’; 針, ‘aguja’.

## Nombres populares
- Mandarín estándar: 金字旁, jīn zì páng, ‘carácter «oro» en un lado’; 金字底, jīn zì dǐ, ‘carácter «oro» en la parte inferior’.
- Coreano: 쇠금부, soe geum bu, ‘radical geum-metal’.
- Japonés:　金（かね）, kane, ‘metal’; 金偏（かねへん）, kanehen, ‘«metal» en el lado izquierdo del carácter’.[1]
- En occidente: radical «metal», radical «oro».

## Galería
| Estilos antiguos                                 | Estilos antiguos                  | Estilos antiguos                        | Estilos antiguos                   | Estilos antiguos                   | Estilos empleados actualmente       | Estilos empleados actualmente  | Estilos empleados actualmente    | Estilos empleados actualmente   | Estilos empleados actualmente  |
|                                                  |                                   |                                         |                                    |                                    |                                     | 金                             | 金                               |                                 |                                |
| 甲骨文 jiǎgǔwén (escritura de huesos oraculares) | 金文 jīnwén (escritura de bronce) | 简帛 jiǎnbó (escritura de bambú y seda) | 篆文 zhuànwén (escritura de sello) | 篆文 zhuànwén (escritura de sello) | 隸書 lìshū (estilo de los escribas) | 楷書 kǎishū (estilo regular)   | 楷書 kǎishū (estilo regular)     | 行書 xǐngshū (estilo corriente) | 草書 cǎoshū (estilo de hierba) |
| 甲骨文 jiǎgǔwén (escritura de huesos oraculares) | 金文 jīnwén (escritura de bronce) | 简帛 jiǎnbó (escritura de bambú y seda) | 大篆 dàzhuàn (sello grande)        | 小篆 xiǎozhuàn (sello pequeño)     | 隸書 lìshū (estilo de los escribas) | 繁體／繁体 fántǐ (tradicional) | 简体／簡體 jiǎntǐ (simplificado) | 行書 xǐngshū (estilo corriente) | 草書 cǎoshū (estilo de hierba) |

## Caracteres con el radical 167

| trazos | carácter |
| ------ | --- |
| + 0    | 金 釒 |
| + 1    | 釓 釔 |
| + 2    | 釕 釖 釗 釘 釙 釚 釛 釜 針 釞 釟 釠 釡 釢 |
| + 3    | 釣 釤 釥 釦 釧 釨 釩 釪 釫 釬 釭 釮 釯 釰 釱 釲 釳 釴 釵 釶 釷 釸 釹 釺 釻 釼 |
| + 4    | 釽 釾 釿 鈀 鈁 鈂 鈃 鈄 鈅 鈆 鈇 鈈 鈉 鈊 鈋 鈌 鈍 鈎 鈏 鈐 鈑 鈒 鈓 鈔 鈕 鈖 鈗 鈘 鈙 鈚 鈛 鈜 鈝 鈞 鈟 鈠 鈡 鈢 鈣 鈤 鈥 鈦 鈧 鈨 鈩 鈪 鈫 鈬                                                                                              |
| + 5    | 鈭 鈮 鈯 鈰 鈱 鈲 鈳 鈴 鈵 鈶 鈷 鈸 鈹 鈺 鈻 鈼 鈽 鈾 鈿 鉀 鉁 鉂 鉃 鉄 鉅 鉆 鉇 鉈 鉉 鉊 鉋 鉌 鉍 鉎 鉏 鉐 鉑 鉒 鉓 鉔 鉕 鉖 鉗 鉘 鉙 鉚 鉛 鉜 鉝 鉞 鉟 鉠 鉡 鉢 鉣 鉤 鉥 鉦 鉧 鉨 鉩 鉪 鉫 鉬 鉭 鉮 鉯 鉰 鉱 鉲 鉳 鉴                      |
| + 6    | 鉵 鉶 鉷 鉸 鉹 鉺 鉻 鉼 鉽 鉾 鉿 銀 銁 銂 銃 銄 銅 銆 銇 銈 銉 銊 銋 銌 銍 銎 銏 銐 銑 銒 銓 銔 銕 銖 銗 銘 銙 銚 銛 銜 銝 銞 銟 銠 銡 銢 銣 銤 銥 銦 銧 銨 銩 銪 銫 銬 銭 銮 銯 銰 銱                                                       |
| + 7    | 銲 銳 銴 銵 銶 銷 銸 銹 銺 銻 銼 銽 銾 銿 鋀 鋁 鋂 鋃 鋄 鋅 鋆 鋇 鋈 鋉 鋊 鋋 鋌 鋍 鋎 鋏 鋐 鋑 鋒 鋓 鋔 鋕 鋖 鋗 鋘 鋙 鋚 鋛 鋜 鋝 鋞 鋟 鋠 鋡 鋢 鋣 鋤 鋥 鋦 鋧 鋨 鋩 鋪 鋫 鋬 鋭 鋮 鋯 鋰 鋱 鋲 鋳 鋴 鋵 鋶                               |
| + 8    | 鋷 鋸 鋹 鋺 鋻 鋼 鋽 鋾 鋿 錀 錁 錂 錃 錄 錅 錆 錇 錈 錉 錊 錋 錌 錍 錎 錏 錐 錑 錒 錓 錔 錕 錖 錗 錘 錙 錚 錛 錜 錝 錞 錟 錠 錡 錢 錣 錤 錥 錦 錧 錩 錪 錫 錬 錭 錮 錯 錰 錱 録 錳 錴 錵 錶 錷 錸 錹 錺 錻 錼 錽 錾 錿 鍀 鍁 鍂 鍃 鍄 鍅 鍆 |
| + 9    | 錨 鍇 鍈 鍉 鍊 鍋 鍌 鍍 鍎 鍏 鍐 鍑 鍒 鍓 鍔 鍕 鍖 鍗 鍘 鍙 鍚 鍛 鍜 鍝 鍞 鍟 鍠 鍡 鍢 鍣 鍤 鍥 鍦 鍧 鍨 鍩 鍪 鍫 鍬 鍭 鍮 鍯 鍰 鍱 鍲 鍳 鍴 鍵 鍶 鍷 鍸 鍹 鍺 鍻 鍼 鍽 鍾 鍿 鎀 鎁 鎂 鎃 鎄 鎅 鎆 鎇 鎚                                     |
| + 10   | 鎈 鎉 鎊 鎋 鎌 鎍 鎎 鎏 鎐 鎑 鎒 鎓 鎔 鎕 鎖 鎗 鎘 鎙 鎛 鎜 鎝 鎞 鎟 鎠 鎡 鎢 鎣 鎤 鎥 鎦 鎧 鎨 鎩 鎪 鎫 鎬 鎭 鎮 鎯 鎰 鎱 鎲 鎳 鎴 鎵 鎶 鎷 鎸 鎹 鎺 鎻 鎼 鎽 鎾 鎿                                                                         |
| + 11   | 鏀 鏁 鏂 鏃 鏄 鏅 鏆 鏇 鏈 鏉 鏊 鏋 鏌 鏍 鏎 鏏 鏐 鏑 鏒 鏓 鏔 鏕 鏖 鏗 鏘 鏙 鏚 鏛 鏜 鏝 鏞 鏟 鏠 鏡 鏢 鏣 鏤 鏥 鏦 鏧 鏨 鏩 鏪 鏫 鏬 鏭 鏮 鏯 鏰 鏱 鏲 鏹                                                                                  |
| + 12   | 鏳 鏵 鏶 鏷 鏸 鏺 鏻 鏼 鏽 鏾 鏿 鐀 鐁 鐂 鐃 鐄 鐅 鐆 鐇 鐈 鐉 鐊 鐋 鐌 鐍 鐎 鐏 鐐 鐑 鐒 鐓 鐔 鐕 鐖 鐗 鐘 鐙 鐚 鐛 鐜 鐝 鐞 鐟 鐠 鐡 鐢 鐣 鐤 鐥 鐦 鐧 鐨                                                                                  |
| + 13   | 鏴 鐩 鐪 鐫 鐬 鐭 鐮 鐯 鐰 鐱 鐲 鐳 鐴 鐵 鐶 鐷 鐸 鐹 鐺 鐻 鐼 鐽 鐾 鐿 鑀 鑁 |
| + 14   | 鑂 鑃 鑄 鑅 鑆 鑇 鑈 鑉 鑊 鑋 鑌 鑍 鑎 鑏 鑐 鑓 鑔 鑧 |
| + 15   | 鑑 鑒 鑕 鑖 鑗 鑘 鑙 鑚 鑛 鑜 鑝 鑞 鑟 鑠 鑡 鑢 鑣 鑤 鑥 鑦 |
| + 16   | 鑨 鑩 鑪 鑫 鑬 |
| + 17   | 鑭 鑮 鑯 鑰 鑱 鑲 鑳 钄 |
| + 18   | 鑴 鑵 鑶 鑷 鑸 鑹 鑺 |
| + 19   | 鑻 鑼 鑽 鑾 |
| + 20   | 鑿 钀 钁 钂 |
| + 21   | 钃 |